# 毛瑟86SR狙擊步槍
毛瑟86SR（英語：Mauser 86 SR）是一款由德国槍械製造商毛瑟公司於1985年研發及生產的毛瑟式手動槍機操作式狙擊步槍，為毛瑟SP66狙擊步槍的基礎以上所改進而成，主要發射.308 Winchester（7.62×51毫米北约）口徑步枪子彈。

## 概述
毛瑟86SR狙擊步槍是在1980年代中期由毛瑟公司研發，是毛瑟SP66狙擊步槍的進一步發展型。相比起毛瑟SP66，毛瑟86 SR提供更長的火力持續力（這點要歸功於大容量可拆卸式彈匣），和更好的戰術靈活性。它被一些歐洲警察機構和以色列的軍事和安全部門所採用。
毛瑟86SR狙擊步槍採用了新設計的手動操作式雙重前方鎖耳（英語：Lug，又稱：閉鎖突箏）式旋转后拉式枪机。槍管為自由浮動式，並且於槍口配備了有著高效能的制退器。槍托可以是由層壓木質或是玻璃纖維所製成，並且具有可調節的槍托底板（英語：Buttplate）和托腮板，以確保射手可以在舒適的狀態下射擊。其扳機為可調節式比賽等級扳機，其扣力可在7.84—13.72牛顿（1.76—3.08磅力）之調節。在護木的底部配有用以連接兩腳架的特殊導軌。供彈具為9發可拆卸式彈匣。毛瑟86SR狙擊步槍沒有內置其預設機械瞄具，它通常被配備了亨森（英語：Henson）望遠式光学瞄準镜作制式照準器。

## 使用國
- 以色列
  - 以色列國境警察特勤隊
- 盧森堡
  - 大公國警察特別單位
- 葡萄牙
  - 葡萄牙治安警察局（英语：Polícia de Segurança Pública）特別行動組
  - 特種部隊單位

## 外部連結
- （英文）—Modern Firearms - Mauser 86 SR sniper rifle （页面存档备份，存于）
- （简体中文）—D Boy Gun World（槍炮世界）—毛瑟86 SR狙击步枪 （页面存档备份，存于）